# Frederik Lange (skolemand)
 Der er flere personer med dette navn, se Frederik Lange.
Frederik Olaus Lange (født 21. oktober 1798 i København, død 11. februar 1862 sammesteds) var en dansk skolemand og titulær professor.
Han var søn af skræddermester Rasmus Lange (død 1824) og dennes anden hustru, Rebekka født Tommerup (død 1846). Han var far til Carl, Julius og Fritz Lange.

## Uddannelse
Efter at være undervist først i hjemmet og siden i det Basedowske Institut kom han 1809 i Borgerdydskolen i København, hvis styrelse 1811 overtoges af Michael Nielsen; 1815 dimitteredes han til Universitetet og tog 1816 Anden Eksamen med udmærkelse. Nielsens undervisning havde vakt Langes interesse for filologien, ligesom hans dygtighed som praktisk pædagog og kraftige etiske personlighed i høj grad vandt ham den begavede discipels hengivenhed og beundring og blev bestemmende for dennes egen senere livsvirksomhed og grundsætninger som skolemand. Hans egen tilbøjelighed førte ham til filologiens studium, men for at føje sine forældres ønske om, at han skulle vælge et bedre brødstudium, gav han sig til at studere først jura og siden teologi; samtidig hørte han dog med stor iver forelæsninger både i filosofi og i filologi. Han begyndte også allerede i sit 18. år sin lærervirksomhed, idet Nielsen, der skattede ham højt, antog ham til at undervise i oldgræsk ved skolen.

## Grammatiske studier
Hans embedsstudium gik det derfor noget langsomt med, og først i 1825 tog han sin teologiske attestats; men han benyttede ikke denne eksamen, men kastede sig nu først med rigtig iver over filologiske studier og fortsatte sin skolegerning. særlig havde han interesse for grammatikken, og efter at han allerede 1821 havde udgivet en dansk bearbejdelse af Buttmanns græske formlære, udgav han nu 1826 sin egen græske grammatik, i hvilken han særlig havde skænket syntaksen opmærksomhed. Denne meget ansete skolebog blev udgivet fire gange og benyttedes i de danske og norske skoler, ligesom den også blev oversat på svensk og lang tid holdt sig i Sveriges skoler; til den sluttede sig en græsk øvelses- og læsebog (Materialier, 1830), der også benyttedes længe. 

## Ramt af øjensygdom
Hans grammatiske studier antog imidlertid en større udstrækning, og han syslede med forarbejderne til en filosofisk Almindelig Grammatik, i det hans tanke dermed var at virke for, at sprogundervisningen i de lærde skoler i det hele kunne få en større enhed. Men under sin anstrengende læsning for at samle og bearbejde stoffet til det påtænkte værk fik han en farlig øjenbetændelse; lægerne her hjemme kunne ikke helbrede ham, og en rejse, som han med kongelig understøttelse foretog 1828-29 for i udlandet (Tyskland, Italien, Holland) at søge styrkelse og hjælp, fjernede heller ikke ondet; han vendte hjem næsten blind og kunne siden den tid slet ikke læse og næsten ikke skrive, navnlig ikke i sine senere år. Rejsen havde dog styrket hans mod, og hans grundige og omfattende studier i tidligere dage havde givet ham et så solidt grundlag at stå på, at hans virksomhed for eftertiden ikke led væsentlig afbræk ved hans yderst svage syn. Han fandt da også en trofast hjælper og støtte ved sit arbejde i sin højtdannede og begavede hustru, Louise født Paludan-Müller (1803, datter af biskop i Aarhus Jens Paludan-Müller), med hvem han var blevet forlovet 1826 og gift 24. april 1832; hun forelæste eller meddelte ham indholdet af de skrifter, han måtte benytte ved sine studier, og hans drøftelser med hende af det læste og indtrængende bearbejdelse i tanken af det således givne stof gjorde ham det muligt at skrive, hvad han senere skrev.

## Lærervirksomhed i Vordingborg
Straks efter hjemkomsten fra rejsen optog han igen sin lærervirksomhed ved Borgerdydskolen; noget efter fik han, skønt han ikke havde filologisk eksamen, på grund af sin anerkendte dygtighed lov til at søge overordnede lærerembeder, og 1833 blev han da overlærer ved Vordingborg lærde Skole og siden rektor for samme skole 1841-46. som lærer og skolestyrer roses han for sin grundige, klare og vækkende undervisning, sin faste og myndige styrelse og sin store humanitet; han forstod ret at samle sine medlærere om sig til samarbejde på, hvad han stadig anså og erklærede for skolens hovedformål, disciplenes etniske opdragelse og åndsmodning. I skolens programmer fra denne tid så vel som i andre småskrifter fik han udgivet forskellige brudstykker af sin Almindelige Grammatik, og til samme retning henhører også afhandlingen De casuum universis causis et rationibus, som han skrev på opfordring af det filosofiske fakultet, og som skaffede ham doktorgraden 1836; men værket i dets helhed kunne han ikke udføre.

## Tilbage i København
Da Vordingborg lærde Skole blev nedlagt 1846, blev han afskediget med ventepenge og bosatte sig i København; og her begyndte han nu en ny virksomhed, i det han foretog meget omfattende studier over teoretisk pædagogik, hvilken videnskabs studium da var kommet næsten helt i forglemmelse hos os. Han udarbejdede her sit hovedværk i vor litteratur, den ypperlige bog Skolen og Livet, ligesom han også skrev vægtige indlæg til behandlingen af de forskellige spørgsmål om den lærde skole, som i de tider debatteredes. samtidig virkede han stadig som docent i pædagogik ved Universitetet lige fra 1847, da han første gang efter kongelig resolution beskikkedes til at holde en forelæsning over pædagogikkens historie; hans stilling ved universitetet var dog ingenlunde fast sikret, skønt hans forelæsninger stadig hørtes med interesse af en betydelig tilhørerkreds. 1849 fik han professortitlen; medens Johan Nicolai Madvig var kultusminister, var han med i eksamenskommissionen for de lærde skoler; 1849-54 var han formand for Selskabet til den danske Litteraturs Fremme. 1856 blev han Ridder af Dannebrog. 11. februar 1862 døde han pludselig i professorernes aftrædelsesværelse på Universitetet; hans hustru døde et halvt års tid senere. Han er begravet på Garnisons Kirkegård.

## Pædagogiske holdninger
Sine pædagogiske anskuelser har F.O. Lange udtalt i sin bog Skolen og Livet (1856). I modsætning til fagskolen har almenskolen, hvad enten den er almue-, borger-, real- eller latinskole, til opgave at være opdragende, at forberede eleven til selvopdragelse, at etisere individet ved at udvikle dets evne til at tænke og til at tro. Kundskabsmeddelelsen er kun apparat, middel; målet er at forme, danne. Lange savner endnu hos skolens lærere den rette pædagogiske indsigt og selvfornægtelse; særlig er faglærersystemet skadeligt for skolen som opdragende, i det det forleder til at glemme målet over midlerne. Den udelukkende filologiske skole var en nødvendighed, så længe man endnu ikke havde de naturvidenskabelige fag; men den er en ensidighed, i det den holder sig til ordenes og ikke når til tingenes verden. Derfor bør naturvidenskaberne nu optages som et gavnligt supplement, medens en udelukkende filologisk eller en udelukkende naturvidenskabelig uddannelse vilde være en skadelig halvhed, ligesom det ville være "pædagogisk Paatrængenhed", om skolen eller staten ville påtvinge barnet en enkelt bestemt af disse uddannelser. -- Den hele fremstilling vidner om en overlegen, fin og åndfuld personlighed hos forfatteren. 